# Marc Tritsmans

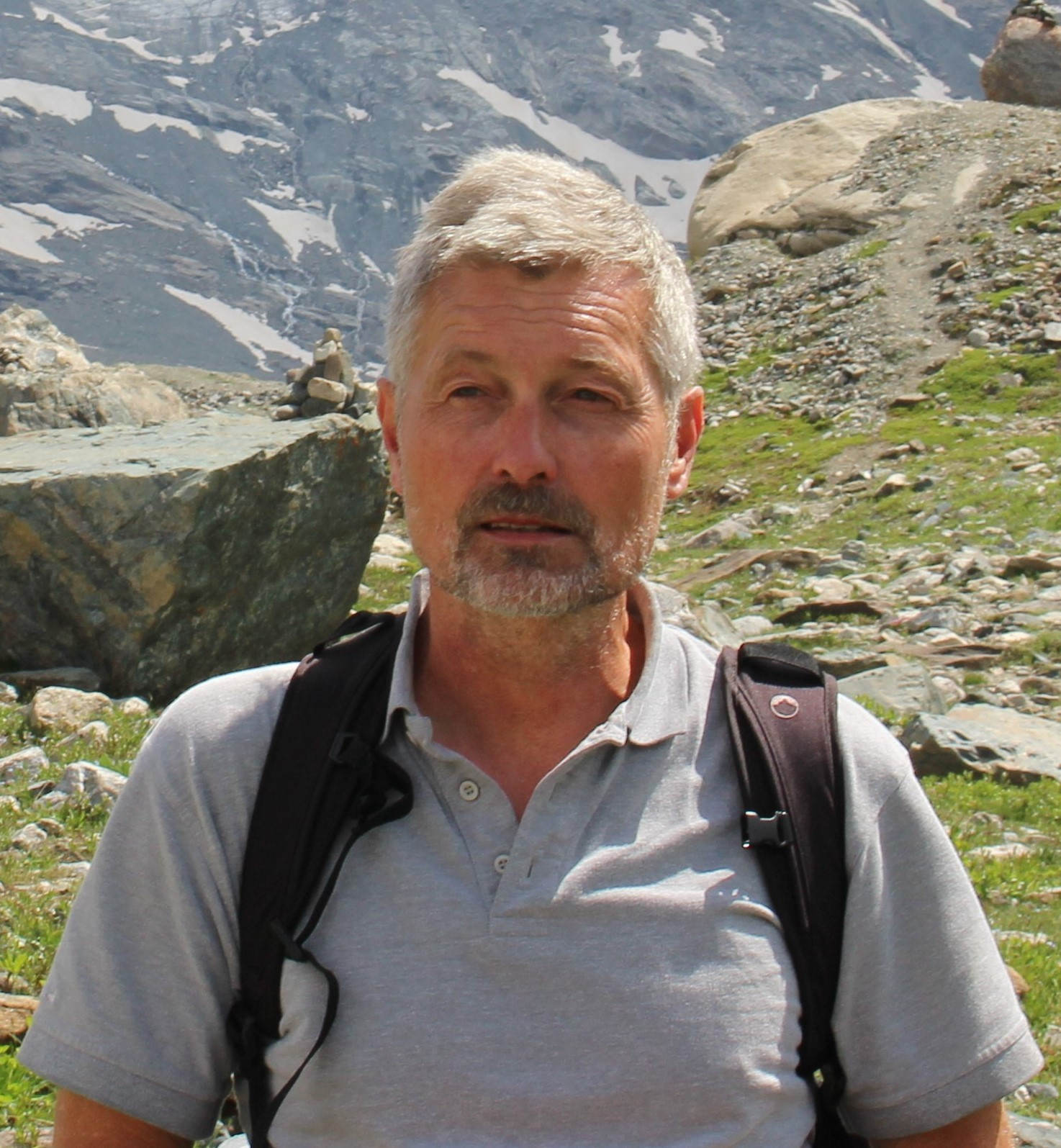
Marc Tritsmans

Marc Tritsmans (Antwerpen, 11 april 1959) is een Belgisch dichter. Zijn poëzie is enkele malen bekroond, o.a. met de Herman de Coninckprijs voor de beste dichtbundel. Zijn gedichten zijn vertaald in het Engels en het Afrikaans.

## Biografie
Marc Tritsmans studeerde tandheelkunde en was ook korte tijd tandarts. Hij koos echter al snel voor een andere richting en was vervolgens gedurende meer dan 30 jaar werkzaam als milieuambtenaar bij een lokaal bestuur.
Hij debuteerde in 1992 als dichter met de dichtbundel De wetten van de zwaartekracht waarna vele bundels volgden. Hij publiceerde in vele literaire tijdschriften in België en Nederland, waaronder Dietsche Warande & Belfort, Maatstaf, De Revisor, Raster, De Gids, De Tweede Ronde, Tirade, De Vlaamse Gids, Nieuw Wereldtijdschrift, Poëziekrant, Hollands Maandblad en Het liegend konijn. Zijn gedichten werden opgenomen in de poëziebloemlezingen Spiegel van de moderne Nederlandse en Vlaamse dichtkunst, Groot Verzenboek en Nieuw Groot Verzenboek en Hotel New Flanders). In 2004 nam Gerrit Komrij zeven van zijn gedichten op in 'De Dikke Komrij' (Gerrit Komrij's Nederlandse Poëzie van de 19de tot en met de 21ste eeuw in 2000 en enige gedichten).
Engelse vertalingen van zijn gedichten (door James Brockway en John Irons) verschenen ook in literaire tijdschriften in Groot-Brittannië, zoals The London Magazine, The Poet's Voice, Envoi, Acumen, The Frogmore Papers en Stand Magazine. In 2019 werd zijn dichtbundel Het zingen van de wereld door Daniel Hugo integraal in het Afrikaans vertaald als Die singende wêreld.
In 2011 won hij met zijn negende dichtbundel Studie van de schaduw de Herman de Coninckprijs voor de beste dichtbundel en tevens de publieksprijs voor het gedicht 'Uitgesproken'.

## Prijzen
- Pieter Geert Buckinxprijs van de gemeente Kortessem voor de cyclus 'Alpen' (1991)
- Pieter Geert Buckinxprijs voor het gedicht 'Blad' (1995)
- Melopee poëzieprijs (Gemeente Laarne) 'voor het meest beklijvende, oorspronkelijk Nederlandstalige gedicht dat in het voorgaande jaar is verschenen in de Vlaamse literaire tijdschriften' voor het gedicht 'Geen aanleg' (2010)
- Herman de Coninckprijs voor de beste dichtbundel met Studie van de schaduw en Publieksprijs voor het gedicht 'Uitgesproken' (2011)
- Melopee poëzieprijs (Gemeente Laarne) voor het gedicht 'Stilte' (2019).

## Externe bronnen
- Marc Tritsmans - DBNL
- Vijf gedichten van Marc Tritsmans in De Gids.